# Rio Burdijeni
O Rio Burdijeni é um rio da Romênia, afluente do Rio Corbeasca, localizado no distrito de Arad.